# Franklin J. Schaffner
Franklin James Schaffner (30 de maig de 1920 - 2 de juliol de 1989) fou un director de cinema estatunidenc.
Va néixer a Tòquio, al Japó, i va créixer en aquest país. Era fill de missioners, Sarah Horting (nascuda Swords) i Paul Franklin Schaffner. Posteriorment, va retornar als Estats Units i es va graduar al Franklin & Marshall College a Lancaster, Pennsilvània, on participà en obres de teatre. Va estudiar dret a la Universitat de Colúmbia, però la seva educació va ser interrompuda per reclutar-se a la marina nord-americana durant la Segona Guerra Mundial i lluitar amb tropes amfíbies a Europa i al nord d'Àfrica. Gairebé al final de la guerra va ser enviat a l'Extrem Orient amb l'Oficina dels Estats Units per Serveis Estratègics.
Va tornar a la seva pàtria després de la guerra, i temps després va aconseguir feina a la televisió amb March of Time i després va treballar en la cadena de televisió CBS. Va guanyar un premi Emmy, per una gravació per aquesta cadena del 1954, anomenat Twelve Angry Men. Va guanyar dos premis més per una gravació de 1955 anomenada The Caine Mutiny Court Martial per Ford Star Jubilee. Va guanyar el seu quart Emmy per la sèrie de televisió The Defenders.
Considerat com un dels més valorats integrants de la Generació de la televisió, va accedir al món del cel·luloide després d'aquestes experiències en la pantalla petita de catorze anys, i d'elaborar més de cent cinquanta espais, gran part dels quals eren dramàtics en directe d'una hora de durada.
La seva vinculació a la figura de John F. Kennedy, per a qui va dirigir els seus debats a la televisió, el van fer interessar-se pels subterfugis de les campanyes electorals presidencials, tema principal de El millor, on presenta a dos candidats antagònics i on s'endevina una semblança del president assassinat amb el personatge encarnat per Henry Fonda. Juntament amb la seva òpera prima The Stripper, The War Lord, una exquisida reconstrucció dels avatars que envolten la conquesta d'un petit castell en un enclavament de la Normandia del segle xi, interpretat per Charlton Heston, constitueixen els tres primers films del director, tots ells saldats amb sengles fracassos comercials.
El meu doble als Alps va servir a Schaffner per reprendre la confiança amb la indústria, aprofitant el bon moment que gaudien els films d'espionatge, per a més tard afrontar la realització d'un film de ciència-ficció, El planeta dels simis, on tornava a reincidir en la dialèctica del poder, en aquest cas, en mans d'uns primats. Schaffner, un cineasta més procliu a desenvolupar temes o personatges que les claus dels gèneres que tracta, va dotar a El planeta dels simis d'un discurs polític propi, cosa que també es podia circumscriure més tard a Els nens del Brasil, basada en la novel·la d'Ira Levin sobre la hipotètica creació d'un IV Reich liderat per clònics de Hitler.
Els extraordinaris resultats de taquilla d'El planeta dels simis li van permetre obtenir el beneplàcit de la Fox per rodar un biopic llargament posposat sobre un personatge de la complexitat del general George S. Patton. Patton, intimista i reflexiva dins d'un escenari bèl·lic, va desbordar totes les previsions i es va revelar com la gran triomfadora dels Oscars de 1971. Culte, metòdic i melòman, Franklin J. Schaffner va viure els darrers anys d'una concepció del cinema de background, que començava a sucumbir davant les històries despersonalitzades, plenes d'efectes especials, que copava el mercat cinematogràfic americà.
Les seves següents cintes són mostres d'un cinema anacrònic dins de la producció dels anys setanta i principi dels vuitanta, circumstància que relegà el nom de Schaffner a l'oblit.

## Filmografia
| Any  | Pel·lícula                                   | Oscars guanyats | Nominacions a l'Oscar | Notes                                                                                       |
| ---- | -------------------------------------------- | --------------- | --------------------- | ------------------------------------------------------------------------------------------- |
| 1963 | The Stripper                                 |                 | 1                     | Debut en un llargmetratge                                                                   |
| 1964 | El millor (The Best Man)                     |                 | 1                     | Pel·lícula adaptada de l'obra teatral de Gore Vidal                                         |
| 1965 | The War Lord                                 |                 |                       |                                                                                             |
| 1967 | El meu doble als Alps (The Double Man)       |                 |                       |                                                                                             |
| 1968 | El planeta dels simis (Planet of the Apes)   | 1               | 2                     | La pel·lícula va guanyar un Oscar honorífic                                                 |
| 1970 | Patton                                       | 7               | 10                    | va guanyar Oscar al millor director and Directors Guild of America Award al millor director |
| 1971 | Nicolau i Alexandra (Nicholas and Alexandra) | 2               | 6                     |                                                                                             |
| 1973 | Papillon                                     |                 | 1                     |                                                                                             |
| 1976 | Islands in the Stream                        |                 | 1                     |                                                                                             |
| 1978 | Els nens del Brasil (The Boys from Brazil)   |                 | 3                     | El protagonista Laurence Olivier en el seu darrer treball on va ser nominat a un Oscar      |
| 1980 | L'esfinx                                     |                 |                       |                                                                                             |
| 1982 | Yes, Giorgio                                 |                 | 1                     |                                                                                             |
| 1987 | Lionheart                                    |                 |                       |                                                                                             |
| 1989 | Benvingut a casa (Welcome Home)              |                 |                       | darrer llargmetratge                                                                        |